# Masanori Taruya
Masanori Taruya (Japans: 樽屋 雅徳, Taruya Masanori) (Choshi, 5 maart 1978) is een Japans componist, muziekpedagoog en dirigent.

## Levensloop
Taruya studeerde aan de Musashino Academia Musica compositie bij onder anderen Hiroshi Sato en Yoshiki Miyamoto. Nadat hij afgestudeerd was, werkte hij als dirigent van harmonieorkesten en freelance componist. Tegenwoordig is hij ook docent en dirigent aan de Choshi City High School.
Hij schreef onder andere werken voor de "All Japan Band Competition" als verplicht werk. Verschillende werken zijn al op cd opgenomen, onder andere met het "TOKE CIVIC Wind Orchestra".

## Composities

### Werken voor harmonieorkest
- 2005 Magellan's Voyage to the Unknown Continent
- 2005 Resurrection of Lazarus
- 2005 Stabat mater Dolorosa (Seven sorrows of Mary)
- 2006 Le Petit Prince
- 2007 The golden apples of Hesperides
- 2007 Nozze misti che di santa Caterina
- 2008 Archangel Raphael, who leave the house of Tobias[1]
- 2008 Foster Fanfare
- 2008 The Bell of Atri affect the truth
- 2008 The miraculous Night of Pedro
- 2008 Tom Titto Tot
- 2009 Atlantis
- 2009 God of turbulent days YUKIMURA
- 2009 Noah's Ark
- 2009 The boat of the moon of Orion which illuminates a night sky
- 2009 The last letter from Murdoch
- Bois de Boulogne
- The Dioskouroi: Guardian angel Castor and Pollux of a voyage
- Challenge to the unknown continent of Columbus
- Endymion Asleep
- Kamui the troublous Yukimura
- Liberty guiding the People
- Pedro last miracle
- Tower of Belem - Lady of the River Tagus

### Kamermuziek
- A picture book without a picture "The twelfth night", voor klarinetoktet

### Werken voor slagwerk
- A Gap of Light, voor slagwerkkwintet

## Media
1. ↑  Archangel Raphael, who leave the house of Tobias door "Tokai University Sugao Senior High School Symphonic Band" o.l.v. Sadao Kajima

- CiNii: DA16389288
- International Standard Name Identifier: 0000 0004 0012 6906
- MusicBrainz: 188af5b4-92b7-41dc-b953-d28f6f43e6e8
- Bibliotheek van het Japanse parlement: 001108176
- Virtual International Authority File: 295660868
- WorldCat: E39PBJcgtTFyqw7k3wCxPmVHmd